# جون تورنر (ضابط بحري)
جون تورنر (بالإنجليزية: John Turner)‏ هو ضابط بحري أسترالي، ولد في 3 ديسمبر 1864 في سانت ألبانز في المملكة المتحدة، وتوفي في 24 أكتوبر 1949 في Birkenhead, South Australia ‏ في أستراليا.

## معرض صور

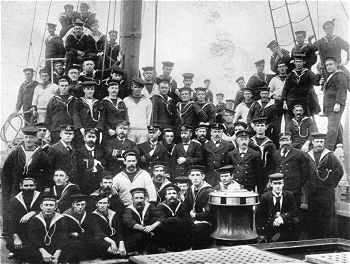
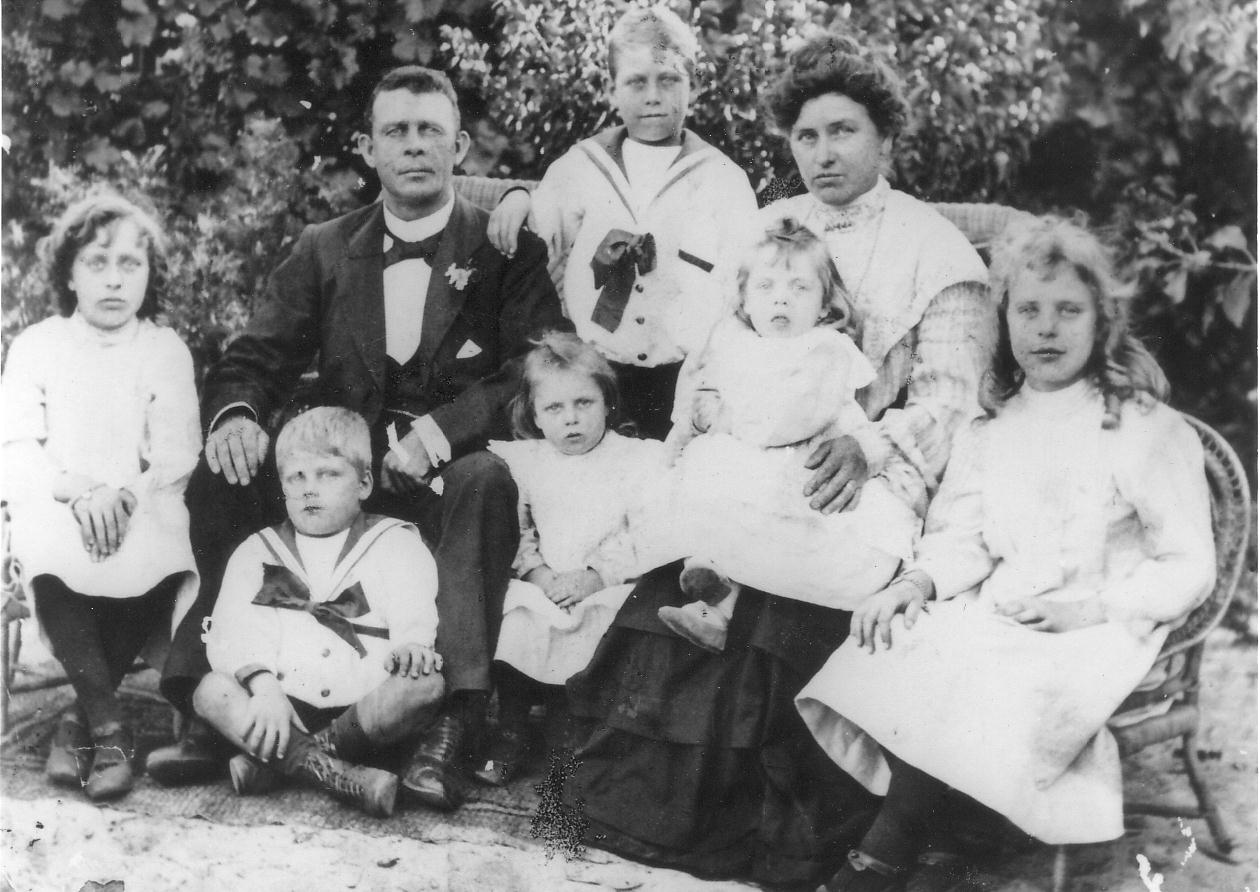
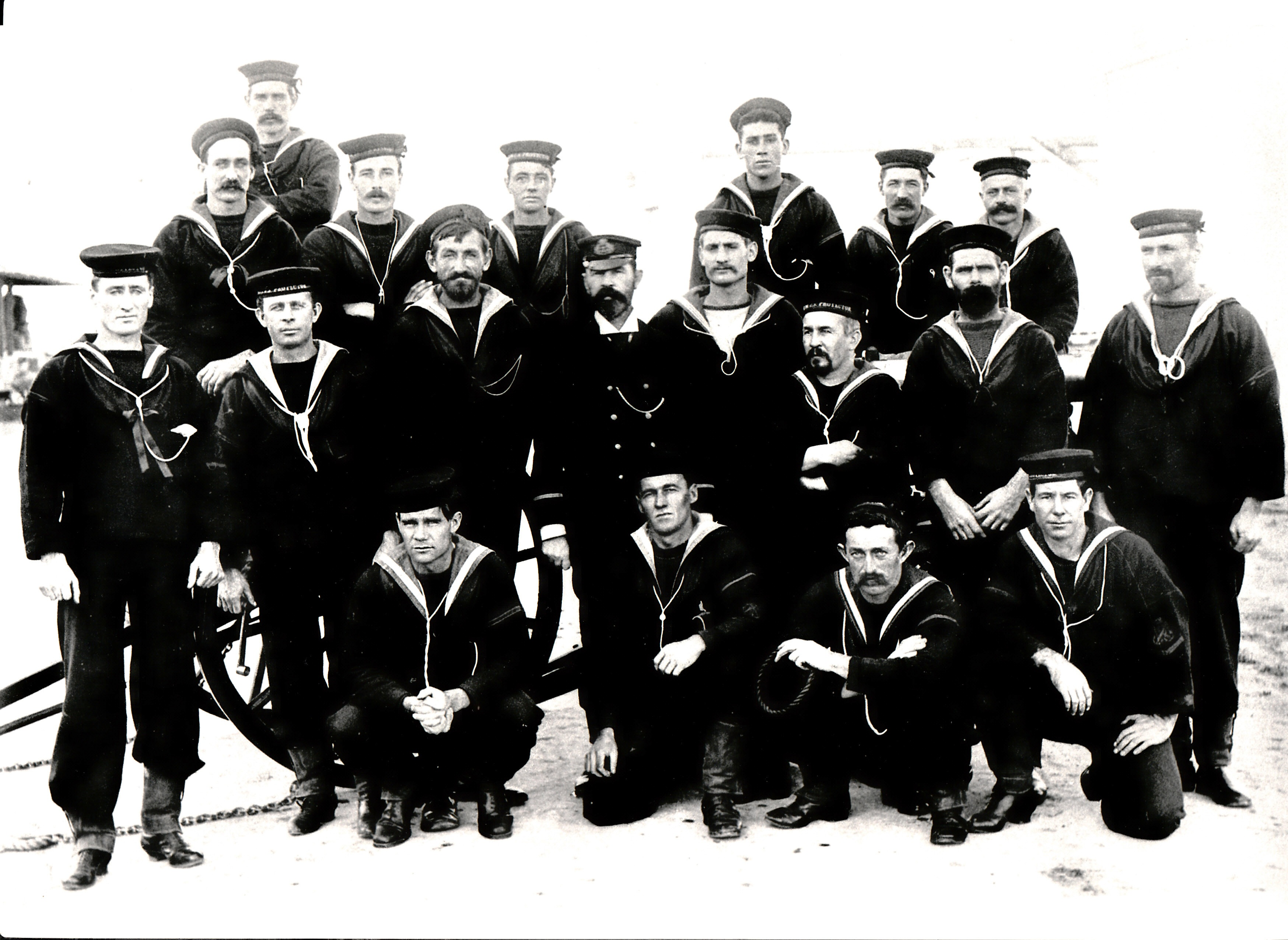
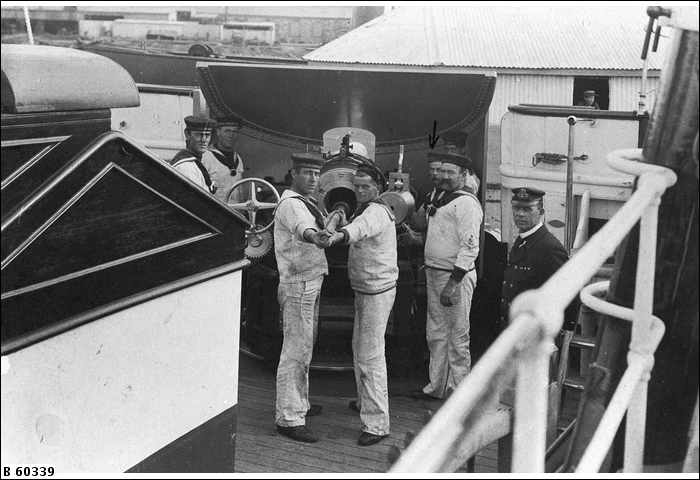
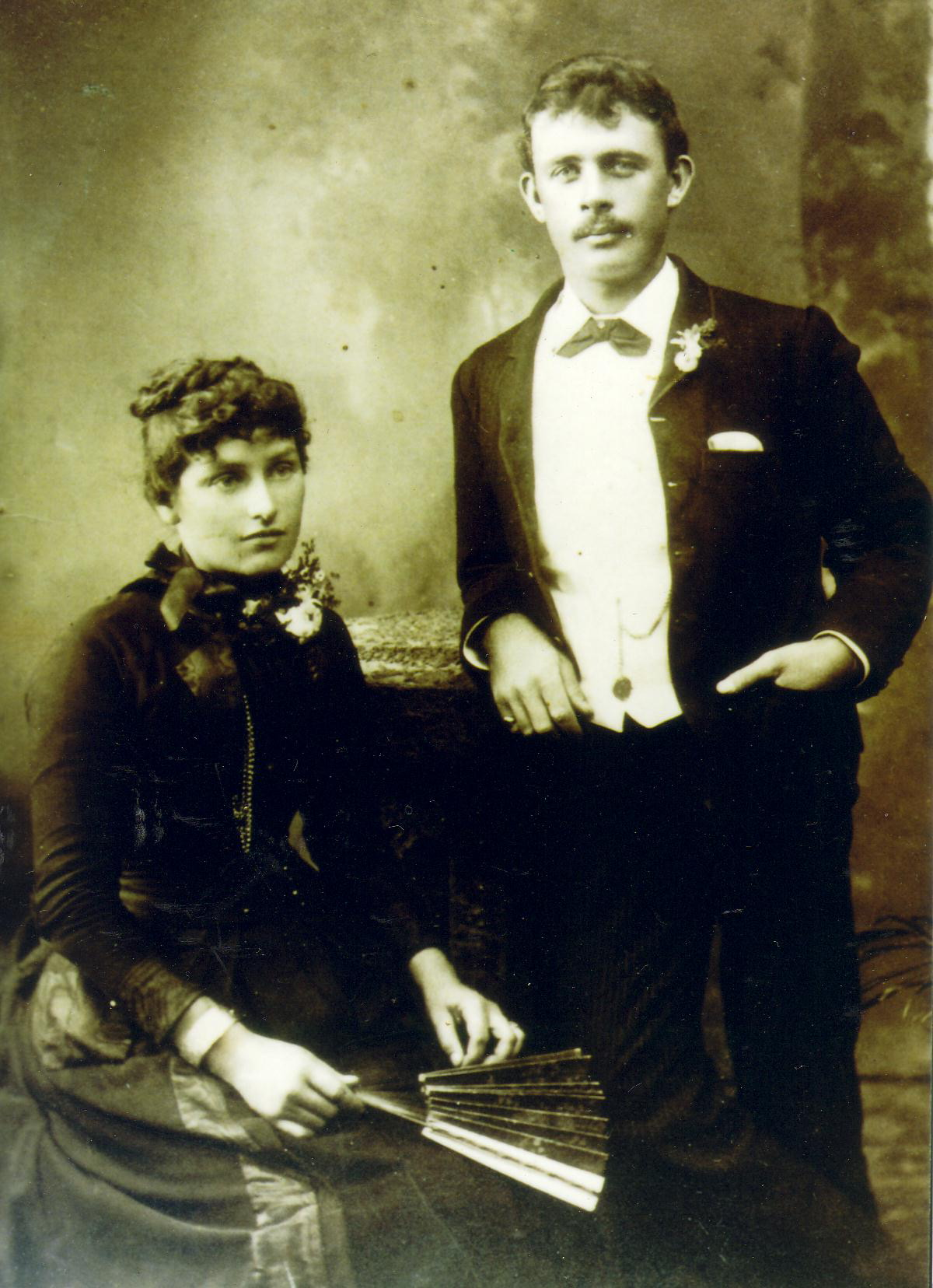